# Château de Montorge
Les ruines du château de Montorge se trouvent sur une colline rocheux, appelé mont d’Orge, proche de Sion, Valais, Suisse. Le nom provient probablement de la céréale orge, qui était souvent cultivée en Valais dans le passé, mais pourrait aussi dire « orgueilleux » ou « superbe ». Le site est facilement accessible et offre une vue splendide d’une grande partie du Valais. Cette position dominante a motivé la maison de Savoie de construire ce château au milieu du XIIIe siècle. Le château passa ensuite aux mains de l'évêque de Sion, et était au centre de plusieurs guerres pendant la deuxième moité du XIVe siècle. Il a été détruit en 1417 pendant l’affaire de Rarogne et n'a plus été reconstruit. La ruine est classée comme un monument historique suisse d’importance régionale.

## Histoire
Le château a été construit vers 1230 par Aymon de Chablais, le fils du comte Thomas 1er de Savoie,. Cet endroit se situait sur le territoire de l'évêque de Sion, et était idéal pour surveiller tout passage vers le Haut-Valais. Évidemment, l'évêque n’était pas d’accord avec cette construction et la situation dégrénera dans une bataille. Dans un accord du 1260 entre Pierre II de Savoie et l'évêque Henri de Rarogne la frontière entre leurs domaines respectifs a été fixée sur la rivière de la Morge. Le château, appartenant aux Savoyards, se trouvant sur le mauvais côté de la frontière. L’accord fixait qu’il devrait être détruit. Mais les Savoyards en ont retardé l’exécution. En 1264, l'évêque a perdu patience et prit le château par force. Mais apparemment il a aimé le château, car il ne l’a pas détruit non plus, mais il a fait annuler l’accord. Un peu plus tard, l'évêque Pierre d'Oron a même faire rénover le château et le pourvut d'une garnison.

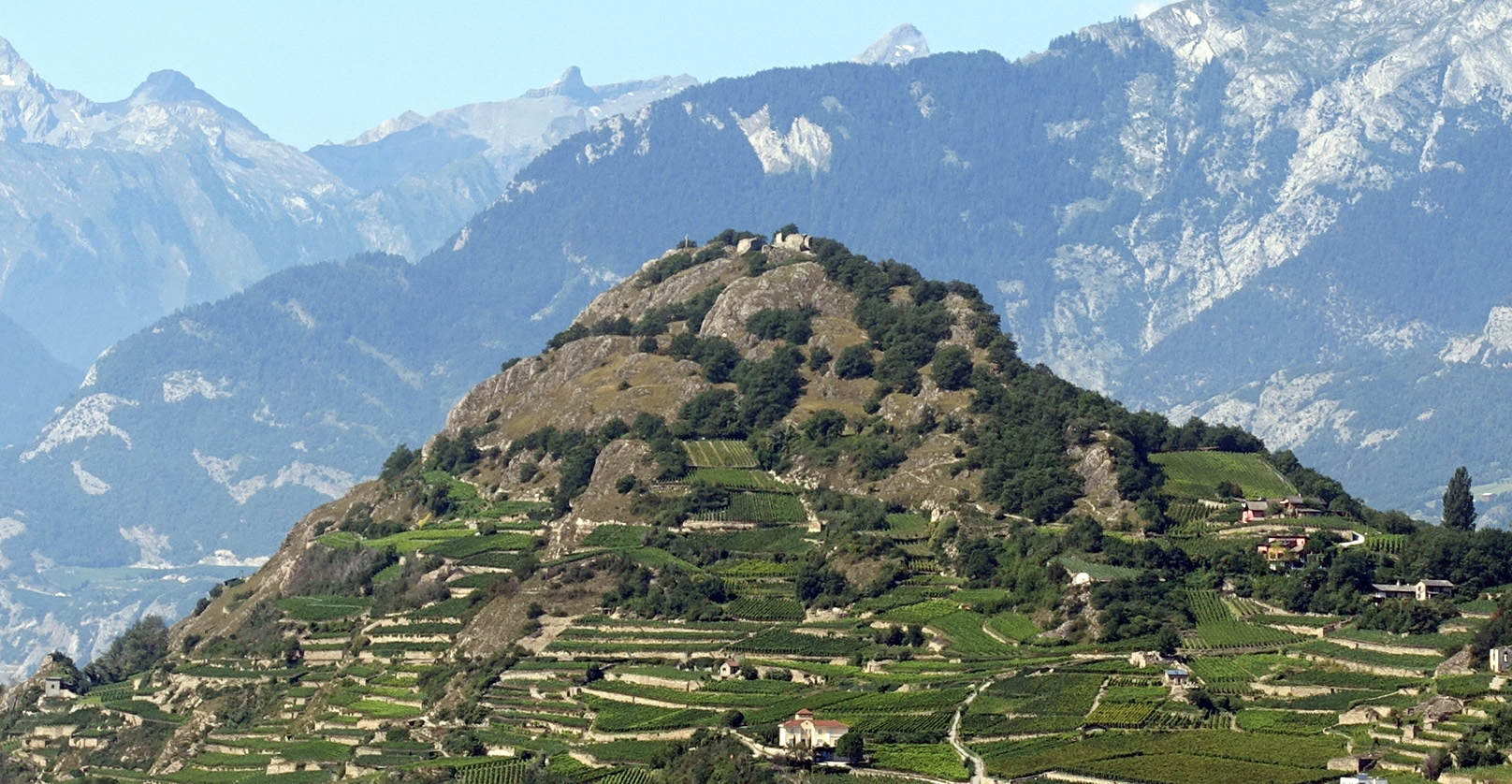
Vue de la colline de mont d'Orge de Sion avec des ruines sur le sommet.

Au milieu du XIVe siècle, les troupes haut-valaisannes sous les ordres d'Antoine de la Tour ont commencé à menacer les terres de l'évêque Guichard Tavelli. Il a cherché l’appui du comte Amédée VI de Savoie, mais celui a saisi l’occasion d’envahir Sion et de reprendre le château. Ces conflits culminèrent avec la guerre civile en 1364 et le meurtre de l'évêque Tavelli au château de la Soie en 1375 menant à la bataille de Saint-Léonard. À cette époque, le château passa aux mains des Savoyards.
Au début du XVe siècle, la famille de Rarogne domine la politique valaisanne, notamment l'évêque Guillaume II de Rarogne et le bailli Guichard de Rarogne. Ils ont également gagné le contrôle du château. Cependant, leur règne est devenu peu populaire, et finalement les Haut-Valaisans se sont rebellés contre eux pendant l’affaire de Rarogne. Au cours de ces batailles, le château de Montorge a été détruit en 1417, ainsi que les châteaux de Beauregard, de la Soie et de Tourbillon situés à proximité.

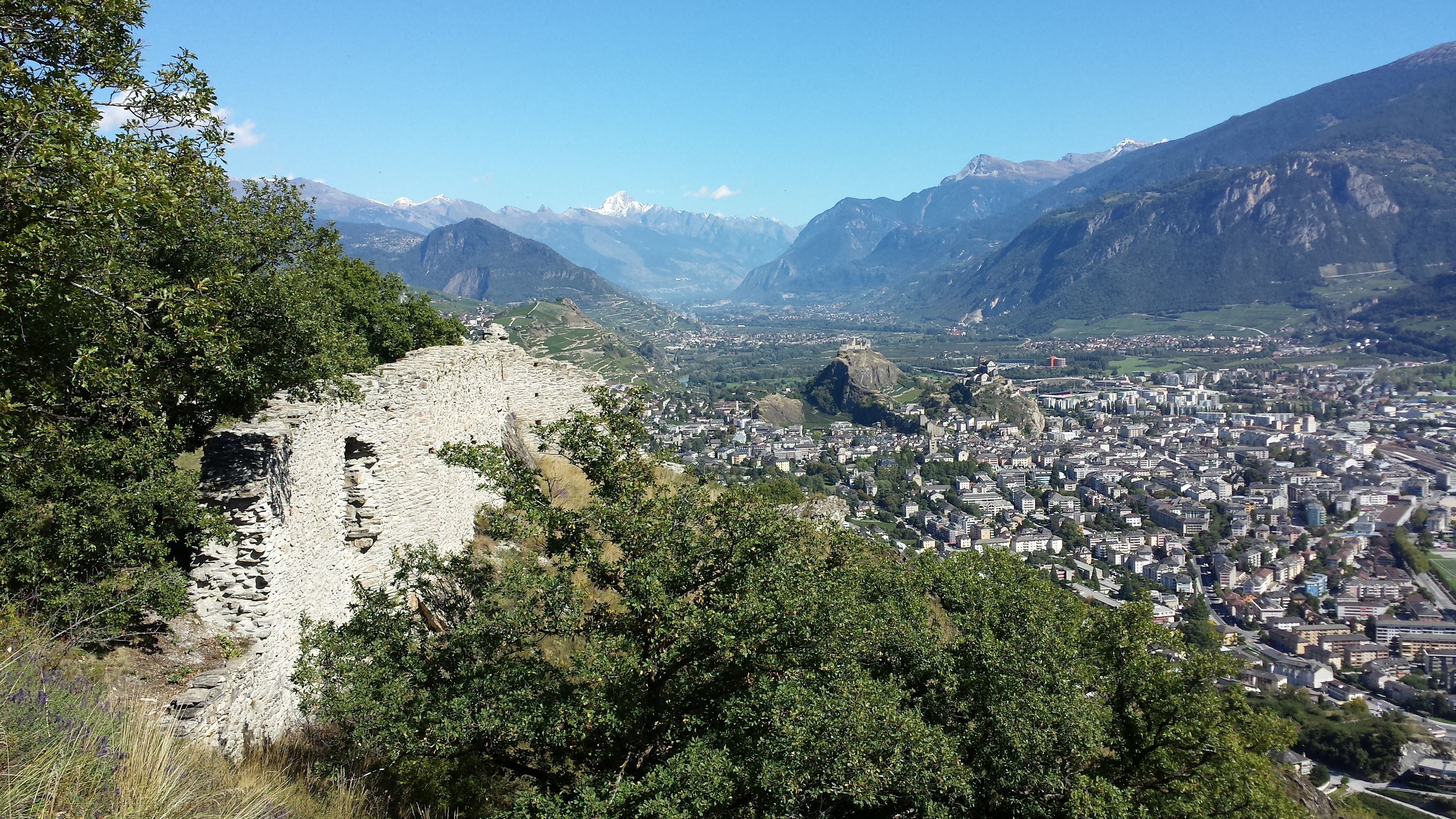
Le mur sud du château à gauche et Sion à droite. On peut distinguer le château de Tourbillon et la basilique de Valère au milieu.

Le château de Montorge n'a jamais été reconstruit depuis lors. Ce n'est que récemment que des efforts ont été entrepris pour faire revivre les ruines. En 2002-2005, des recherches archéologiques ont été menées sur le site, une consolidation de la maçonnerie a été effectuée et l'accès à la ruine a été amélioré.

## Accès et site
Les ruines occupent le sommet du mont d’Orge à 782 m à 2 kilomètres à l'ouest de Sion, permettant une vue splendide de toute la vallée. Le site peut facilement être atteint à pied par plusieurs chemins bien balisés du village de Montorge.
L’ancien accès au château est situé au nord sur une crête coupée par un fossé creusé dans le roc qui était franchi par un pont-levis,. Puis, on contournait la grande tour et arrivait à la deuxième entrée, à nouveau défendue par un fossé et un pont-levis. Puis, on pouvait entrer le cour du château en passant par une porte très solide. L’encadrement de cette porte et la grande tour sont encore partiellement conservés.
Dans la cour se situait le bâtiment central, mais maintenant on peut seulement distinguer son étage inférieur, avec la cave et la citerne d’eau. Deux bâtiments annexes se trouvaient au sud du bâtiment principal. Du côté nord et sud, la cour était défendue par des murs solides, mais seulement la partie au sud reste bien conservée. On peut facilement distinguer des meurtrières et des latrines dans ce mur.
L’ouest du château était dominé par une tour ronde, probablement d’une hauteur de 15 mètres environ, qui était également protégée par un fossé. Les fondations de cette tour ont été trouvées seulement pendant des recherches archéologiques récentes.